# 1675
Епоха великих географічних відкриттів •  Перша наукова революція • Річ Посполита •  Запорозька Січ •  Руїна

## Геополітична ситуація
Османську імперію очолює Мехмед IV (до 1687). Під владою османського султана перебувають Близький Схід та Єгипет, Середземноморське узбережжя Північної Африки, частина Закавказзя, значні території в Європі: Греція, Болгарія і Сербія. Васалами османів є Волощина та Молдова.
Священна Римська імперія — наймогутніша держава Європи. Її територія охоплює, крім німецьких земель, Угорщину з Хорватією, Богемію, Північну Італію. Її імператор — Леопольд I Габсбург (до 1705).
Габсбург Карл II Зачарований є королем Іспанії (до 1700). Йому належать Іспанські Нідерланди, південь Італії, Нова Іспанія, Нова Гранада та Нова Кастилія в Америці, Філіппіни. Королем Португалії формально є Альфонсу VI при регентстві молодшого брата Педру II. Португалія має володіння в Бразилії, в Африці, в Індії, в Індійському океані й Індонезії.
Північ Нідерландів займає Республіка Об'єднаних провінцій. Вона має колонії в Північній Америці, Індонезії, на Формозі та на Цейлоні. Король Франції — Людовик XIV (до 1715). Франція має колонії в Північній Америці. Король Англії — Карл II Стюарт (до 1685). Англія має колонії в Північній Америці, на Карибах та в Індії. Король Данії та Норвегії — Кристіан V (до 1699), король Швеції — Карл XI (до 1697). На Апеннінському півострові незалежні Венеціанська республіка та Папська область. Король Речі Посполитої Ян III Собеський (до 1696). Царем Московії є Олексій Михайлович (до 1676).
Україну розділено по Дніпру між Річчю Посполитою та Московією. Діють три гетьмани: Петро Дорошенко, Остап Гоголь та Іван Самойлович. На півдні України існує Запорозька Січ. Існують Кримське ханство, Ногайська орда.
В Ірані правлять Сефевіди.
Значними державами Індостану є Імперія Великих Моголів, в якій править Аурангзеб, Біджапурський султанат, султанат Голконда, Імперія Маратха. В Китаї править Династія Цін. В Японії триває період Едо.

## Події

### В Україні
- Польсько-турецька війна:

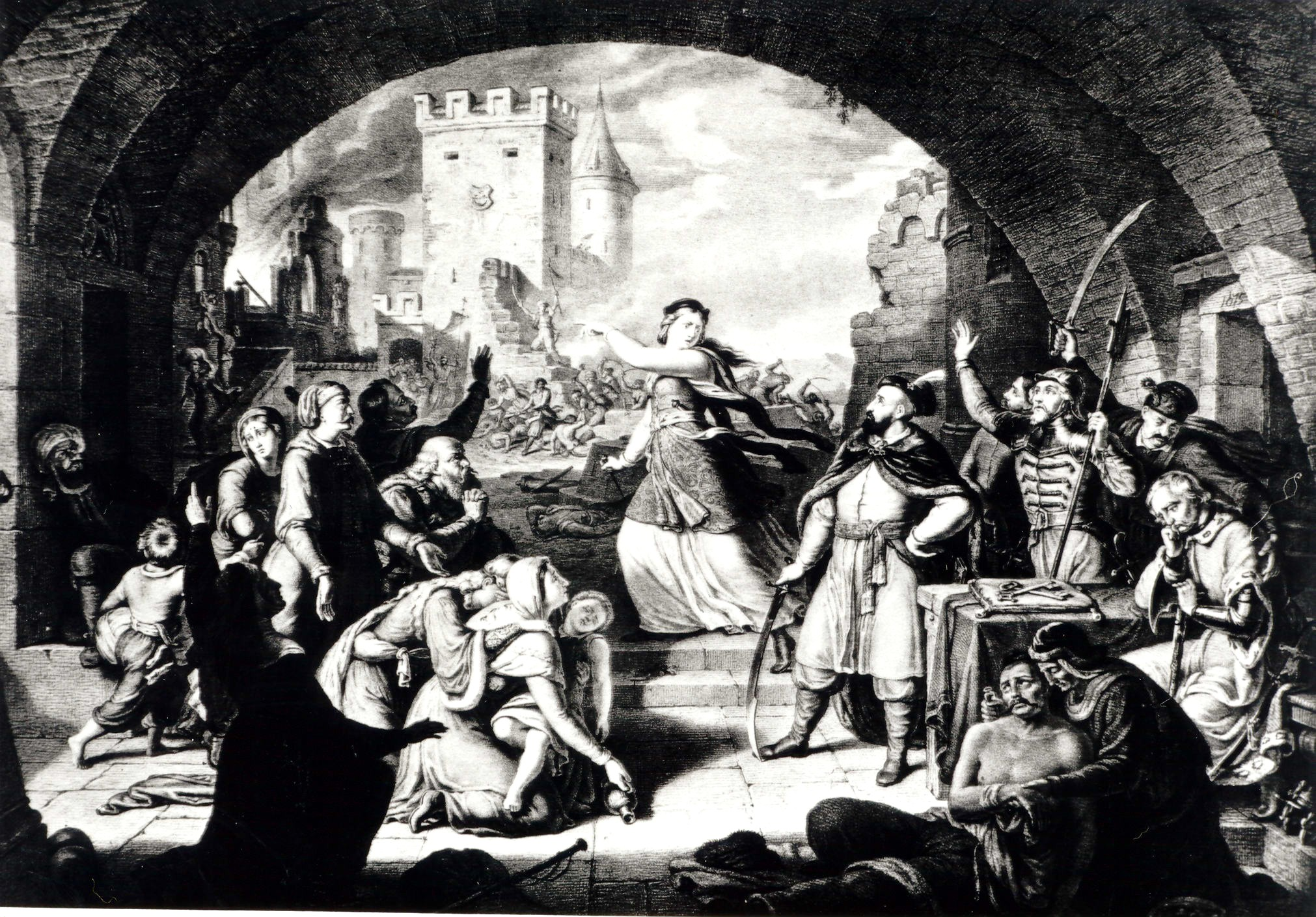
На захист Теребовлі стала Анна Дорота Хшановська.

  - 24 серпня у битві під Львовом Ян III Собеський розбив татар.
  - 20 вересня — 11 жовтня відбулась облога Теребовлі, що закінчилася відступом османського війська за Дністер.
- Наказним гетьманом Правобережної України призначено Остапа Гоголя.

### У світі
- 11 червня у Яворові укладено союзну угоду між Людовиком XIV і Яном III Собеським.
- Франко-голландська війна:
  - 5 січня французи завдали поразки австрійцям та бранденбуржцям поблизу Туркгайма в Ельзасі.
  - Швеція вступила у війну на боці Франції.
  - Почалася дансько-шведська війна за Сконе.
  - 28 червня Бранденбург переміг шведів поблизу Фербелліна.
- 24 червня в англійській колонії Нова Англія почалась війна між місцевими індіанськими племенами і поселенцями колонії Плімут (Війна Короля Філіпа).
- Моголи стратили лідера сикхів гуру Тегха Багадура.

## Наука і культура
- 22 червня у Гринвічі під Лондоном, королем Англії Чарльзом ІІ засновано Королівську обсерваторію.
- 22 листопада Оле Крістенсен Ремер представив у Паризьку академію звіт про визначення швидкості світла.
- Готфрід Лейбніц застосував числення нескінченно малих до функції.
- Перше спостереження Щілини Кассіні.

## Народились
Див. також: Категорія:Народились 1675

## Померли
Див. також: Категорія:Померли 1675
- 15 грудня — В Делфті у віці 43-х років помер голландський художник Ян Вермер